# James Algar
James "Jim" Algar (Modesto (California), 11 de junio de 1912-Carmel-by-the-Sea, 26 de febrero de 1998) fue un director de cine, productor de cine y guionista estadounidense. Como director, se llevó tres Premios Oscar en 1954, 1955 y 1959.

## Biografía
James Algar comenzó su carrera en los Estudios Disney en 1934 como animador en Blancanieves y los Siete enanitos (1937). Fue director de animación de la secuencia de El aprendiz de brujo de Fantasia (1940), en algunas escenas de Bambi (1942) y después en El sapo y el maestro de escuela (1949).
Posteriormente, dirigió diferentes películas de la serie de True-Life Adventures y trabajó con el sistema Circle-Vision 360° y trabajó diferentes películas bajo este formato.

## Filmografía

### Director
- 1940: Fantasia
- 1948: Seal Island
- 1949: The Adventures of Ichabod and Mr. Toad
- 1950: Beaver Valley
- 1951: Nature's Half Acre
- 1953: Water Birds
- 1953: El desierto viviente (The Living Desert)
- 1953: Prowlers of the Everglades
- 1954: The Vanishing Prairie
- 1955: The African Lion
- 1956: Secrets of Life
- 1958: White Wilderness
- 1958: Grand Canyon
- 1960: Islands of the Sea
- 1960: Jungle Cat
- 1962: The Legend of Lobo
- 1974: Carlo, the Sierra Coyote (TV)
- 1975: The Best of Walt Disney's True-Life Adventures
- 1999: Fantasia 2000

### Productor
- 1960: Ten Who Dared
- 1962: The Legend of Lobo
- 1963: The Incredible Journey
- 1967: La Gnome-mobile
- 1969: Rascal
- 1972: Run, Cougar, Run
- 1974: Carlo, the Sierra Coyote (TV)
- 1974: Return of the Big Cat (TV)
- 1975:  The Boy Who Talked to Badgers
- 1975: The Best of Walt Disney's True-Life Adventures

### Guionista
- 1948: Seal Island
- 1953: Bear Country
- 1953: The Living Desert
- 1954: The Vanishing Prairie
- 1955: The African Lion
- 1956: Secrets of Life
- 1958: White Wilderness
- 1960: Jungle Cat
- 1962: The Legend of Lobo
- 1963: The Incredible Journey

## Premios y distinciones
Premios Óscar
| Año  | Categoría              | Película              | Resultado |
| ---- | ---------------------- | --------------------- | --------- |
| 1954 | Mejor documental largo | El desierto viviente  | Ganador   |
| 1955 | Mejor documental largo | The Vanishing Prairie | Ganador   |
| 1959 | Mejor documental largo | White Wilderness      | Ganador   |
| 1959 | Mejor cortometraje     | Grand Canyon          | Ganador   |

Festival Internacional de Cine de Berlín
| Año  | Categoría                                                 | Película                        | Resultado |
| ---- | --------------------------------------------------------- | ------------------------------- | --------- |
| 1951 | Oso de Oro al Mejor documental                            | En Beaver Valley                | Ganador   |
| 1954 | Gran medalla de oro (documentales y películas culturales) | El desierto viviente            | Ganador   |
| 1955 | Gran medalla de oro (documentales y películas culturales) | La desaparición de las praderas | Ganador   |
| 1956 | Oso de Plata (Documental)                                 | The African Lion                | Ganador   |
| 1957 | Oso de Oro (Documental)                                   | Secretos de la vida             | Ganador   |
| 1959 | Oso de Oro (Documental)                                   | White Wilderness                | Ganador   |